# Exoernestia uruhuasi
Exoernestia uruhuasi là một loài ruồi trong họ Tachinidae.